# Bougainvillia pyramidata
Bougainvillia pyramidata är en nässeldjursart som först beskrevs av Forbes och Harry D.S. Goodsir 1853.  Bougainvillia pyramidata ingår i släktet Bougainvillia och familjen Bougainvilliidae. Arten är reproducerande i Sverige. Inga underarter finns listade i Catalogue of Life.